# 게임 음악 작곡가의 목록
목적
- 게임 음악 작곡가를 찾아보기 쉽도록 모아놓는다.
- 독립 페이지를 만들 정도의 분량이 안 되거나 인지도가 낮은 인물/단체를 여기서 볼 수 있도록 한다.

수록 원칙
1. 이름은 앞글자 자음 순서로 표기, 일본어의 경우 외래어 표기법에 의거한다. 영어의 경우 알파벳 순서로 기재한다.
2. 인물, 단체 순서로 기재.
3. 국적에 상관없이 같이 기재.
4. 컴퓨터 게임, 비디오 게임, 동인 게임 등의 구분 없이 같이 기재.
5. 작품명은 위키백과 링크를 걸지 않음을 원칙으로 한다(링크해도 됨).

표기 방식
- 이름 - (외국인의 경우)원어 표기 - 소속 회사(프리랜서는 제외) - 대표작

## 인물

### 가
- 고시로 유조(古代祐三) - Ys, 베어너클2, 시노비, 액트레이저, 쉔무, 세계수의 미궁, 세븐스 드래곤, 용사 30, 악마성 시리즈

### 마
- 미쓰다 야스노리(光田康典) - 크로노트리거, 제노기어스, 제노사가 Ep.1, Sailing to the World, 츠키요니사라바
- 메구로 쇼지 (目黒将司) - 페르소나 시리즈, 진 여신전생 3 녹턴, 캐서린

### 사
- 사쿠라바 모토이(桜庭 統) - 테일즈오브판타지아, 테일즈오브데스티니, 스타오션 시리즈, 발키리 프로파일 시리즈, 바텐 카이토스, 트러스티 벨
- 사키모토 히토시(崎元 仁) - 오우거배틀 시리즈, 래디언트 실버건, 그라디우스V, 파이널 판타지 택틱스, 파이널 판타지XII, ASH -ARCHAIC SEALED HEAT-
- 시모무라 요코(下村陽子) - 스트리트 파이터II, 슈퍼마리오RPG, 킹덤 하츠
- 스기야마 고이치(すぎやまこういち) - 드래곤 퀘스트 시리즈
- 쓰지요코 유카(辻横 由佳) - 파이어 엠블렘 시리즈

### 아
- 우에마쓰 노부오(植松伸夫) - 파이널 판타지 시리즈, 블루 드래곤, 로스트 오딧세이
- 오리토 신지(折戸伸治) - AIR, 클라나드
- 이즈미 무츠히코(泉 陸奧彦) - 기타프릭스, 드럼매니아, 메탈기어솔리드
- 양승혁(Seung Hyuk Yang, Vincent Yang) - 던전앤파이터, 킹덤언더파이어2, 다크어벤저2, 스페셜포스, 퀸스블레이드, 리니지 모바일, 天天爱消除, 天天酷跑(tiantiankupao), 天天飞车....天天 series

### 카
카가미네 린&렌. 쌍둥이 봇으로 일본에제작됨
- 콘도 코지- 슈퍼마리오 'Overworld'

### 하
- 후루카와 모토아키 (古川元亮) - 그라디우스2, 토키메키 메모리얼, 기타프릭스, 드럼매니아
- 함석길 (스팟웍스 음악감독) - 포코팡, 카발, RF ONLINE, 에브리타운, 출조 낚시왕, 붉은보석, 삼국지, 가약스, 파병, 아비유 English, 마법학교 아스티넬, 마법학교 아르피아, 연금술사 TCG, 건체스트 등

### 영어
M2U, YAK_WON, MEMME, R300K, WARAK, NATO, MAX, COSMO, NICODE, TRANSIN, ESTI,

## 단체

### 한글
- 스팟웍스 - 포스트 사운드 프로덕션으로 게임음악과 게임사운드, 영상음악을 전문으로 제작하고 있다.

게임음악으로는 포코팡, 카발, RF ONLINE, 에브리타운, 출조 낚시왕, 붉은보석, 삼국지, 가약스, 파병, 아비유 English, 마법학교 아스티넬, 마법학교 아르피아, 연금술사 TCG, 건체스트 등 많은 작품이 있으며
LG전자의 모든 가전 제품에 UI, 메뉴얼 사운드 등을 개발하였으며 현대/기아 자동차의 이어콘 사운드를 개발하였다.
KT의 국책사업인 로봇개발 사업에 참여하여 로봇의 UI, 감성 사운드를 개발하기도 하였다.

### 영어, 기타
- I've - 다수의 미소녀 게임, 성인 게임의 주제가 및 음악.
- SoundTeMP - 악튜러스, 창세기전 3, 창세기전 서풍의 광시곡, 라그나로크 온라인, 포트리스, 테일즈위버, 팡야, 요구르팅, 그라나도 에스파다 등.
- take1music - 뮤온라인 레퀴엠 네비필드 1,2 다크블러드 슈퍼다다다 좀비밴드 괴혼온라인 라그나로크1,2  루디팡 페이퍼맨 피닉스다트게임 SG golf등